# Звезда стрелков
Звезда стрелков (лит. Šaulių žvaigždė) — ведомственная награда Литовской Республики.
Учреждена в 1930 году Союзом стрелков Литвы и предназначалась для награждения литовских и иностранных граждан за заслуги перед Союзом стрелков и Литовской Республикой.
В соответствии с Законом о государственных наградах Литовской Республики Nr. IX-957 от 18 июня 2003 года, звездой Стрелков награждает министр охраны края Литвы.
До 13 ноября 2003 года звезда Стрелков являлась государственной наградой Литовской Республики.

## Описание
| Лицевая сторона | Оборотная сторона |
| --------------- | ----------------- |
|                 |                   |
|                 |                   |